# Ulrich Kapp
Ulrich „Uli” Kapp (ur. 14 kwietnia 1971 w Füssen) – praworęczny niemiecki curler.
W curling gra od 1982 roku, od 1992 na trzeciej pozycji w drużynie swojego brata, Andreasa Kappa. Z powodu kontuzji Ulrich nie wystąpił na Mistrzostwach Świata 2008 a na mistrzostwach Europy, gdzie zdobył brązowy medal był otwierającym, jego obowiązki wiceskipa przejął Andreas Lang.

## Drużyna
- Andreas Kapp – skip
- Andreas Lang – drugi
- Andreas Kempf – otwierający
- Holger Höhne – rezerwowy

## Najważniejsze osiągnięcia
| Rok  | Zawody               | Miejsce | Pozycja |
| ---- | -------------------- | ------- | ------- |
| 1991 | Mistrzostwa Europy   | 1       | R       |
| 1992 | Mistrzostwa Europy   | 1       | 3       |
| 1993 | Mistrzostwa Europy   | 7       | 3       |
| 1994 | Mistrzostwa Świata   | 3       | 3       |
|      | Mistrzostwa Europy   | 5       | 3       |
| 1995 | Mistrzostwa Świata   | 3       | 3       |
|      | Mistrzostwa Europy   | 5       | 3       |
| 1997 | Mistrzostwa Świata   | 2       | 3       |
|      | Mistrzostwa Europy   | 1       | 3       |
| 1998 | Igrzyska Olimpijskie | 8       | 3       |
| 1999 | Mistrzostwa Świata   | 7       | 3       |
| 2000 | Mistrzostwa Europy   | 6       | 3       |
| 2001 | Mistrzostwa Świata   | 6       | 3       |
| 2005 | Mistrzostwa Świata   | 3       | 3       |
|      | Mistrzostwa Europy   | 5       | 3       |
| 2006 | Igrzyska Olimpijskie | 8       | 3       |
| 2007 | Mistrzostwa Świata   | 2       | 3       |
|      | Mistrzostwa Europy   | 5       | 3       |
| 2008 | Mistrzostwa Europy   | 3       | 1       |
| 2009 | Mistrzostwa Europy   | 6       | R       |